# Базовый блок орбитальной станции «Мир»
«Мир» (Салют-8, ДОС-7, индекс: 17КС, заводской № 12701) — базовый блок орбитальной станции «Мир», является седьмой долговременной орбитальной станцией в рамках космической программы «Салют». В составе орбитального комплекса «Мир» была предназначена для обеспечения условий для работы и отдыха экипажа (до шести человек), управления работой бортовых систем, снабжения электроэнергией, обеспечения радиосвязи, передачи телеметрической информации, телеизображений, приёма командной информации, управления ориентацией и коррекции орбиты, обеспечения сближения и стыковки целевых модулей и транспортных кораблей, поддержания заданного температурно-влажностного режима жилого объёма, элементов конструкции и оборудования, обеспечения условий для выхода космонавтов в открытое космическое пространство, проведения научных и прикладных исследований и экспериментов с использованием доставляемой целевой аппаратуры.

## Устройство

### Конструкция и компоновка
Конструкция станции включала три герметичных отсека (переходный, рабочий и переходную камеру) и негерметичный агрегатный отсек.
Переходный отсек был предназначен для стыковки целевых модулей и транспортных кораблей, перехода в них членов экипажа. Также он мог выполнять функции шлюзового отсека при выходе космонавтов в открытый космос, для чего на нём был установлен клапан сброса давления. Форма переходного отсека была образована сочетанием сферы диаметром 2,2 м и усеченного конуса с диаметрами оснований 1,35 м и 1,9 м. Геометрические характеристики: длина — 2,78 м, объём — 6,85 м3. На сферической части переходного отсека были установлены один осевой и четыре боковых пассивных агрегатов системы стыковки и внутреннего перехода (ССВП-П). На осевом и одном из боковых стыковочных агрегатов были установлены приемные конусы, на остальных — плоские крышки. Для перестыковки модулей с осевого на боковые стыковочные узлы на переходном отсеке установлены два гнезда для захвата манипулятором автоматической системы перестыковки (АСПр) (в англоязычных источниках - Lyappa arm). На наружной поверхности переходного отсека были установлены кронштейны, на которых крепились поручни, антенны системы сближения и стыковки «Курс», стыковочные мишени, телекамера, бортовые огни. Снаружи переходный отсек был закрыт экранно-вакуумной теплоизоляцией. В переходном отсеке имелось четыре иллюминатора.
Рабочий отсек был предназначен для жизни и работы экипажа, здесь же была размещена основная часть бортовых систем и оборудования станции. Форма рабочего отсека была образована сочетанием двух цилиндров (диаметром 2,9 м и 4,15 м, длиной 3,5 м и 2,9 м соответственно) и усеченного конуса. Переднее и заднее днища рабочего отсека имели форму полусфер. Геометрические характеристики: общая длина — 7,7 м, максимальный диаметр — 4,15 м, герметичный объём — 75 м3.
Внутри рабочего отсека были установлены сменные панели интерьера, которые отделяли жилую зону от приборной, а также от корпуса рабочего отсека.
В зоне малого диаметра рабочего отсека находился центральный пост управления станцией «Плутон». Здесь же было предусмотрено место для монтажа аппаратуры телеоператорного режима управления (ТОРУ). В зоне большого диаметра рабочего отсека имелись две персональные каюты для членов экипажа (объёмом 1,2 м3 каждая), санитарный отсек (объёмом 1,2 м3) с умывальником и ассенизационным устройством, кухня с холодильником-морозильником, рабочий стол со средствами фиксации и средствами подогрева пищи, ёмкость для хранения воды (объёмом 50 л.) и блок её раздачи, медицинская аппаратура, тренажеры для физических упражнений (велоэргометр и бегущая дорожка), устройство для измерения массы тела в невесомости, шлюзовая камера для отделения контейнеров с отходами и малых космических аппаратов.
На внешней поверхности рабочего отсека были установлены радиаторы системы терморегулирования (СТР), которые также выполняли функции противометеоритных экранов, и поручни. На внешней поверхности зоны малого диаметра были установлены датчики ориентации по Солнцу и Земле системы управления движением (СУД), датчики ориентации солнечных батарей, астроблоки, антенны радиотелеметрической системы. В зоне малого диаметра рабочего отсека были установлены три ниши с приводами солнечных батарей. На боковых приводах были установлены две поворотные панели солнечных батарей общим размахом 29,73 м и общей площадью 76 м2. На верхнем приводе была установлена неподвижная монтируемая солнечная батарея (МСБ) длиной 10,6 м. На концах солнечных батарей были установлены антенны системы сближения и стыковки «Курс», системы управления и связи, телеантенна, бортовые огни. Снаружи корпус рабочего отсека был закрыт экранно-вакуумной теплоизоляцией. В рабочем отсеке имелось девять иллюминаторов, два из которых стояли в индивидуальных каютах по правому и левому борту.
Переходная камера была предназначена для обеспечения стыковки транспортных кораблей и целевого модуля, для чего на ней по продольной оси станции был установлен пассивный агрегат системы стыковки и внутреннего перехода (ССВП-П). Форма промежуточной камеры представляла собой цилиндр. Геометрические характеристики: длина — 2,34 м, диаметр — 2,0 м, внутренний объём — 7,0 м3. В переходной камере имелся один иллюминатор, а снаружи была закреплена телекамера.
Агрегатный отсек был предназначен для размещения агрегатов объединённой двигательной установки (ОДУ). Форма агрегатного отсека была образована цилиндром, максимальным диаметром 4,15 м, окружавшем собой переходную камеру.
Объединённая двигательная установка включала в себя два корректирующих двигателя тягой по 315 кгс. и 32 двигателя ориентации с тягой по 13,3 кгс. для каналов тангажа, рыскания и крена. Двигатели ориентации были сгруппированы в четыре блока по восемь двигателей в каждом. В состав объединённой двигательной установки также входили четыре бака, вмещавшие до 558 кг окислителя (азотный тетраксид) и до 302 кг горючего (несимметричный диметилгидразин), восемь баллонов со сжатым азотом, массой до 37 кг. Баки объединённой двигательной установки могли дозаправляться из грузовых кораблей «Прогресс».
На внешней поверхности агрегатного отсека были установлены антенны системы сближения и стыковки «Курс», антенны радиотехнической системы управления и связи, штанга с остронаправленной антенной бортовой радиотехнической системы «Антарес», антенны телевизионной системы, антенны системы телефонно-телеграфной связи, антенны аппаратуры радиоконтроля орбиты, датчики ориентации по Солнцу системы управления движением (СУД), датчики системы ориентации солнечных батарей, бортовые огни, поручни.
При запуске переходный отсек и зона малого диаметра рабочего отсека были закрыты головными обтекателями. На двух кронштейнах крепления головного обтекателя по правому и левому бортам в ходе полета были смонтированы две телескопические грузовые стрелы.